# Seychellana expansa
Seychellana expansa là một loài chân đều trong họ Cirolanidae. Loài này được Kensley & Schotte miêu tả khoa học năm 1994.